# El proxeneta
El Proxeneta. Paso corto, mala leche es un documental estrenado en España en 2018 dirigido por Mabel Lozano. Está basado en la adaptación del libro El proxeneta: La historia real sobre el negocio de la prostitución (2017).

## La historia
El documental está protagonizado y contado en primera persona por Miguel, “El Músico”, un exproxeneta dueño de algunos de los más importantes macroburdeles de España. Fue condenado y sentenciado a 27 años de cárcel. En el documental explica cómo ha evolucionado la prostitución en España y en el mundo, y cómo a principios de los años noventa surgió el espeluznante negocio de la trata y se empezó a secuestrar mujeres de “deuda”, cuya única salida era la prostitución. Miguel pasó de portero de un club a los diecisiete años, donde conoció a sus dos futuros socios ―un camarero y un macarra―, a ser un todopoderoso jefe de la mafia y dueño de doce de los macroburdeles más importantes de España.
Miguel y sus socios además de traficar con más de 1.700 mujeres (incluidas menores), las explotaron sexualmente convirtiéndose en los verdaderos amos de la trata y prostitución en España. Por sus clubes pasaban médicos que cobraban a las mujeres por un servicio inexistente, notarios que no preguntaban a testaferros indigentes, directores de banco diciéndoles cómo lavar el dinero y toda una red de abogados que les asesoraba.  Los hechos, reales, fueron probados en sentencias firmes en España.